# Ford Pinto
Ford Pinto är en bilmodell som tillverkades av Ford i USA från 1971 till 1980. Bilen har självbärande kaross och är bakhjulsdriven. Den levererades med raka fyrcylindriga motorer och V6:or. 1980 var modellen föråldrad och ersattes av en USA-anpassad version av Ford Escort mk III. En systermodell tillverkad av Ford i Kanada vid namn Mercury Bobcat lanserades 1974.
Pinto konkurrerade med Chevrolet Vega och AMC Gremlin.

## Säkerhetsskandal
Efter en serie olyckor där Ford Pinto-bilar blivit påkörda bakifrån och börjat brinna fick modellen ett dåligt rykte. Felet orsakades av att bilens konstruktion, som Ford påskyndat för att snabbt få en modell på marknaden som kunde möta den växande importen av bilar i VW Golfklassen. Pintos bensintank satt endast cirka sex centimeter framför bakre stötfångaren och även vid lättare påkörningar bakifrån trycktes tanken in i differentialen framför och punkterades av utstickande bultar. Även påfyllningsröret till tanken slets enkelt loss vid denna typ av påkörningar. Tester visade att även relativt enkla påkörningar, vissa i så låga hastigheter som 25 km/h, kunde orsaka att bränsletanken punkterades eller sprack varpå bensinen i tanken forsade ut. I massmedia anklagades Ford för att ha känt till problemet men inte åtgärdat det trots att enkla och billiga lösningar fanns. En plastbricka till kostnaden av några dollar hindrade till exempel differentialens bultar att punktera tanken vid påkörning bakifrån. Detta påvisades även i en efterföljande rättegång där Fords egna dokument gällande konstruktionens risker och uppskattningar av antalet dödsfall beroende på felet användes som bevis. Särskilt upprörande ansågs det faktum att det utifrån dokumenten framstod som om Ford gjort en risk/kostnadsanalys där man vägt kostnaden för att åtgärda problemet mot Fords kostnader för eventuella dödsfall. Handlingen i filmen Class Action med Gene Hackman från 1991 har mycket stora likheter med skandalen kring Ford Pinto.